# 近藤民雄

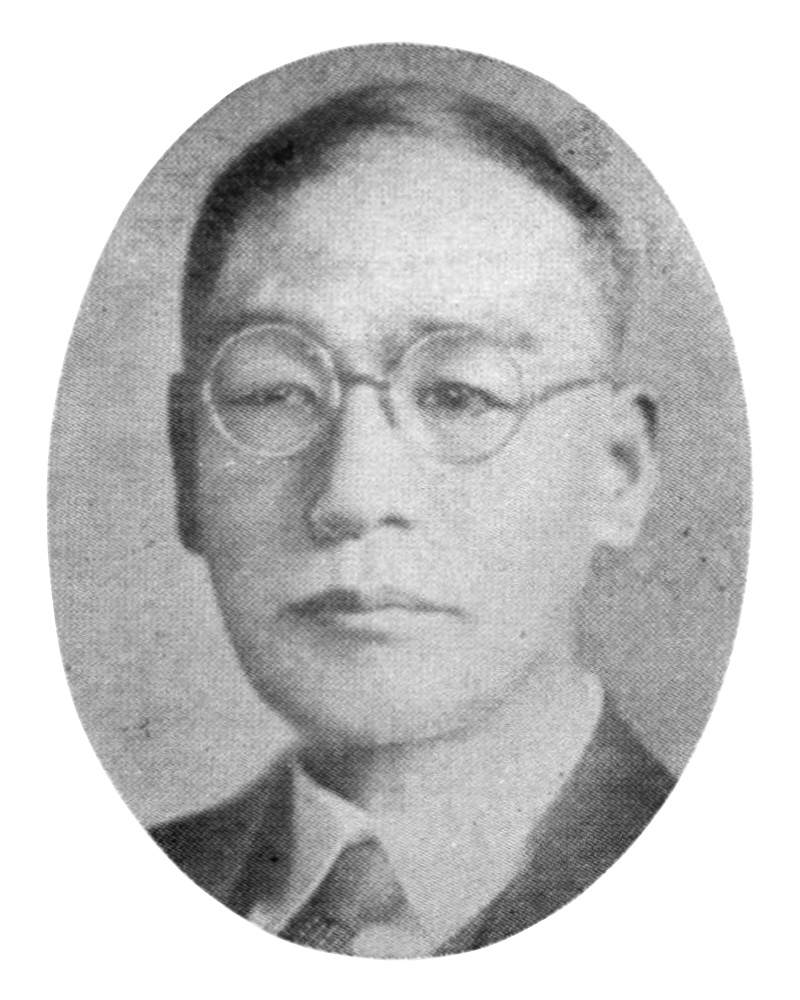
近藤民雄

近藤 民雄（こんどう たみお、1885年（明治18年）11月30日 - 1967年（昭和42年）7月20日）は、日本の商法学者。

## 来歴
- 熊本県宇土市生まれ。
- 第百三十五国立銀行に勤めた後、東京の弁護士事務所で働きながら明治大学で学ぶ。
- 1906年（明治39年）に司法試験に合格。弁護士として開業。
- 1931年（昭和6年）から明治大学で商法を教え、1932年（昭和7年）明治大学教授に就任。
- 1944年（昭和19年）明治大学から法学博士を取得（論文タイトルは『戦時保険契約論』）[2]。
- 1946年（昭和21年）明治大学総長兼理事長に就任。
- 戦後の混乱期にあって学園刷新、大学民主化を目標として新制大学建設計画を積極的に推し進め、今日の明治大学隆盛の基礎を築いた。
- 1962年（昭和37年）宇土市名誉市民。

## 栄典
- 勲二等旭日重光章受章。